# Leopold Filips van Arenberg
Leopold Filips Karel Jozef van Arenberg (Brussel, 14 oktober 1690 - Kasteel van Heverlee, 4 maart 1754) was een Zuid-Nederlands veldmaarschalk van het Oostenrijkse leger, en hertog van Arenberg en Aarschot.

## Biografie
Leopolds vader, Filips Karel Frans, sneuvelde in de Grote Turkse Oorlog toen Leopold nog maar één jaar oud was. Nog geen tien jaar oud werd hij in 1700 een van de laatste ridders in de Orde van het Gulden Vlies die werden benoemd door Karel II van Spanje.
Hij kreeg kort daarop al de gelegenheid om zijn militaire bekwaamheden in de praktijk te oefenen in de Spaanse Successieoorlog. Na de slag bij Ramillies koos hij in dit conflict de kant van de Oostenrijkse pretendent Karel III. Hij raakte gewond in de Slag bij Malplaquet (1706) aan het hoofd van een regiment Waalse infanterie.
In 1709 verwierf Leopold Filips het invloedrijke ambt van grootbaljuw van Henegouwen.
In 1716-1718 streed hij in de derde Oostenrijks-Turkse Oorlog onder Eugenius van Savoye. Ook in de Poolse Successieoorlog (1734) streed hij onder het bevel van Eugenius.
Vanaf 1737 was Leopold Filips de militair opperbevelhebber van de Oostenrijkse Nederlanden en veldmaarschalk van het Oostenrijkse leger. Hij zou in deze functie op het voorplan komen tijdens de Oostenrijkse Successieoorlog (1740-1748).
Leopold Filips van Arenberg werd in 1742 en 1744 naar Den Haag en Londen gestuurd om het bondgenootschap van Oostenrijk met de Verenigde Provinciën en Groot-Brittannië te versterken. Hij voerde de Oostenrijkse troepen aan in de Slag van Dettingen (1743). 
Hij kreeg in 1745 het commando over de operaties in het Rijnland en vervoegde vervolgens Karel van Lotharingen in Silezië.
Na het terugtrekken van de Franse troepen uit de Nederlanden werd Leopold Filips voorzitter van de jointe, de voorlopige regering van de Zuidelijke Nederlanden in afwezigheid van landvoogd Karel van Lotharingen.
Leopold Filips stierf in het Kasteel van Heverlee en werd bijgezet in de Capucijnerkerk van Edingen.

## Titels
Leopold Filips Karel Jozef van Arenberg voerde, naast bovengenoemde, de volgende adellijke en heerlijke titels:
- prins van Porcéan
- prins van Rebeke
- graaf van Seneghem
- baron van Zevenbergen
- heer van Antweiler, Arenberg, Lommersdorf, Gillenfeld, Fleringen, Kasselburg, Kerpen, Kommern, Saffenburg en Schleiden.

## Mecenas
Leopold Filips was naast militair en administrator ook een beschermer van de kunsten en wetenschappen. Hij ving Jean-Jacques Rousseau op tijdens diens ballingschap en was een vriend van Voltaire en Émilie du Châtelet. Dat beide verlichte filosofen met elkaar overhoop lagen, was zeer vervelend voor Leopold Filips.
Voorafgaand aan de Oostenrijkse Successieoorlog, waarin zij vijanden werden, onderhield de hertog van Arenberg ook een levendige correspondentie met Frederik de Grote.

## Huwelijk en kinderen
Leopold trouwde in 1711 met Marie-Françoise Pignatelli. Zij was de dochter van de Napolitaanse edelman Nicola Pignatelli, hertog van Bisaccia, en van Maria Clara van Egmont, de dochter van Lodewijk Filips van Egmont.
Zij hadden als kinderen:
- Marie-Victoire (1714-1793), in 1735 getrouwd met August George Simpert van Baden-Baden (1706-1771)
- Marie-Adélaide (1719-1792), kloosterlinge
- Karel Maria Raymond van Arenberg (1721-1778)
- Maria Florentine Charlotte Therese (Maria Florentine) prinses van Arenberg (1722-1776) trouwde op 12 januari 1744 met Johan Karel Jozef van Merode graaf van Merode-Montfoort en 5e markies van Deinze (1719-1774)
- Victoire-Louise (1723)
- Adélaide (1726-1745), kloosterlinge
- Leopold Karel (1730-1735)
- Eulalie (1731-1745)

## Voorouders
| Voorouders van Leopold Filips van Arenberg | Voorouders van Leopold Filips van Arenberg                                                                   | Voorouders van Leopold Filips van Arenberg                                                                   | Voorouders van Leopold Filips van Arenberg                                                                   | Voorouders van Leopold Filips van Arenberg                                                                   | Voorouders van Leopold Filips van Arenberg                                                                   | Voorouders van Leopold Filips van Arenberg                                                                   | Voorouders van Leopold Filips van Arenberg                                                                   | Voorouders van Leopold Filips van Arenberg                                                                   |
| ------------------------------------------ | --- | --- | --- | --- | --- | --- | --- | --- |
| Overgrootouders                            | Filips Karel van Arenberg (1587-1640) ∞ Maria Cleopha van Hohenzollern (1599-1685)                           | Filips Karel van Arenberg (1587-1640) ∞ Maria Cleopha van Hohenzollern (1599-1685)                           | Claude Frans van Cusange (1590-1633) ∞1612 Ernestine Corsselaar van Wittem (1590-1649)                       | Claude Frans van Cusange (1590-1633) ∞1612 Ernestine Corsselaar van Wittem (1590-1649)                       | Francesco Antonio del Carretto (-) ∞ Margaretha Fugger zu Nordendorff (-)                                    | Francesco Antonio del Carretto (-) ∞ Margaretha Fugger zu Nordendorff (-)                                    | Johan Maximiliaan van Herberstein (1601-1680) ∞ Eleanore Katharina van Breuner (1597-16)                     | Johan Maximiliaan van Herberstein (1601-1680) ∞ Eleanore Katharina van Breuner (1597-16)                     |
| Grootouders                                | Karel Eugenius van Arenberg (1633-1681 ∞ 1660 Marie-Henriette de Cusange (1599-1685)                         | Karel Eugenius van Arenberg (1633-1681 ∞ 1660 Marie-Henriette de Cusange (1599-1685)                         | Karel Eugenius van Arenberg (1633-1681 ∞ 1660 Marie-Henriette de Cusange (1599-1685)                         | Karel Eugenius van Arenberg (1633-1681 ∞ 1660 Marie-Henriette de Cusange (1599-1685)                         | Ottone Enrico del Carretto (1629-1685) ∞1667 Maria Theresia von Herberstein (1641-1682)                      | Ottone Enrico del Carretto (1629-1685) ∞1667 Maria Theresia von Herberstein (1641-1682)                      | Ottone Enrico del Carretto (1629-1685) ∞1667 Maria Theresia von Herberstein (1641-1682)                      | Ottone Enrico del Carretto (1629-1685) ∞1667 Maria Theresia von Herberstein (1641-1682)                      |
| Ouders                                     | Filips Karel Frans van Arenberg (1663-1691) ∞ 1660 Marie-Henriette del Caretto de Savona y Grana (1671-1744) | Filips Karel Frans van Arenberg (1663-1691) ∞ 1660 Marie-Henriette del Caretto de Savona y Grana (1671-1744) | Filips Karel Frans van Arenberg (1663-1691) ∞ 1660 Marie-Henriette del Caretto de Savona y Grana (1671-1744) | Filips Karel Frans van Arenberg (1663-1691) ∞ 1660 Marie-Henriette del Caretto de Savona y Grana (1671-1744) | Filips Karel Frans van Arenberg (1663-1691) ∞ 1660 Marie-Henriette del Caretto de Savona y Grana (1671-1744) | Filips Karel Frans van Arenberg (1663-1691) ∞ 1660 Marie-Henriette del Caretto de Savona y Grana (1671-1744) | Filips Karel Frans van Arenberg (1663-1691) ∞ 1660 Marie-Henriette del Caretto de Savona y Grana (1671-1744) | Filips Karel Frans van Arenberg (1663-1691) ∞ 1660 Marie-Henriette del Caretto de Savona y Grana (1671-1744) |
| Leopold Filips van Arenberg (1690-1754)    | | | | | | | | |

- Bibliothèque nationale de France: cb14452450k (data)
- Gemeinsame Normdatei: 124020682
- International Standard Name Identifier: 0000 0000 5542 1962
- Library of Congress Control Number: nb2003015994
- Nationale Bibliotheek van Tsjechië: jn20030430003
- Nederlandse Thesaurus van Auteursnamen: 239487710
- Système universitaire de documentation: 224499629
- Virtual International Authority File: 62470450
- WorldCat: E39PBJqQyBhtgvtBPMB3PDgqcP